# Feodorovski-kathedraal (Poesjkin)
De Feodorovski-kathedraal (Russisch: Феодоровский Государев собор) of Kathedraal van de heilige Theodorus is een Russisch-orthodoxe kathedraal in Tsarskoje Selo, nu vallend onder Poesjkin. De kerk werd gebouwd als godshuis voor de keizerlijke familie en diende tevens als kerk voor de keizerlijke garde en het regiment van de infanterie van Tsarskoje Selo. In Latijnse zin betreft het gebouw geen kathedraal, maar een collegiale kerk.

## Geschiedenis
In 1895 werd het idee opgevat om een kerk te bouwen voor de kazerne van de keizerlijke garde en vijf jaar later een dorp te bouwen in de Russische stijl van de 17e eeuw, waarvan de hoofdkerk zou worden gewijd aan de Moeder Gods van Feodorovski. Tsaar Nicolaas II gaf in 1908 de toestemming om een kerk te bouwen op een veld achter het Alexanderpaleis, waar hij veelal verbleef. Er werd een bouwcomité gevormd onder voorzitterschap van generaal-majoor Komarov, commandant van het regiment van de infanterieondersteuning van Tsarskoje Selo.
Een eerste dienst werd gevierd op 6 februari 1909 in een tijdelijke kerk van hout gewijd aan Serafim van Sarov. De zegening van de eerste steen van de kathedraal vond plaats op 20 augustus 1909 in aanwezigheid van de tsaar. Een eerder plan dat echter voorzag in een grotere kerk werd afgewezen. Op het laatste moment werd gekozen voor een ontwerp van de architect Vladimir Pokrovski (1871-1931). Zijn ontwerp werd op 14 augustus 1910 goedgekeurd. De keizer en de keizerin droegen 150.000 roebel bij aan de bouw en waren op belangrijke momenten regelmatig te vinden op de bouwplaats, zoals bijvoorbeeld op het moment toen het kruis voor de koepel werd gewijd op 26 februari 1910 alsook op 4 maart 1910, toen de klokken werden geïnstalleerd. De totale bouwkosten van de kerk bedroegen 1.150.000 roebel. Naast de keizerlijke familie maakten ook rijke handelaren en ondernemers de bouw financieel mogelijk. De kerkwijding vond plaats op 20 augustus 1912 in het bijzijn van de keizerlijke familie.

## Sovjetperiode
Na de Oktoberrevolutie werd de kerk een parochiekerk. In 1922 werd het grootste deel van de liturgische voorwerpen en inventaris geconfisqueerd door de bolsjewieken. Het hele interieur van de crypte werd overgebracht naar het Catharinapaleis, dat inmiddels een bestemming van museum had gekregen. Later volgde meer diefstal en plundering. Vanaf januari 1928 hielden jozefieten, volgelingen van Jozef van Petrograd, er diensten. In 1929 zouden vrijwel alle jozefieten worden gearresteerd. De kerk werd in 1931 gesloten, maar even later weer heropend. Uiteindelijk gelastte de sovjetraad van Detskoje Selo (de nieuwe naam van Tsarskoje Selo) de definitieve sluiting van de kerk voor de eredienst op 13 juni 1933. Men had het plan om de kerk om te bouwen in een melkfabriek. Alle resterende kerkelijke goederen werden verdeeld onder diverse musea. De kerk werd vervolgens in een bioscoop veranderd. Tijdens de Tweede Wereldoorlog werd de voormalige kerk zeer zwaar getroffen door het oorlogsgeweld. Na de Tweede Wereldoorlog werd het ontwijde gebouw een opslagplaats voor groenten. Pas vanaf het midden van de jaren 1980 vond geleidelijk herstel plaats.

## Heropening
De kerk werd in 1991 teruggegeven aan de Russisch-orthodoxe kerk. In het begin van 1992 vonden de eerste vieringen weer plaats in de crypte. Tot 1996 werd er hard gewerkt aan restauratie en vanaf 1996 konden er weer erediensten plaatsvinden in de bovenkerk. Sinds 1995 staat de kerk ingeschreven als federaal monument. 

## Architectuur
De kathedraal bevindt zich op verhoogde grond, zodat de kerk zichtbaar is in de hele omgeving. De bovenkerk biedt plaats aan 1.000 gelovigen. Het hoofdaltaar is gewijd aan de icoon van de Moeder Gods van Feodorovski. De crypte is gewijd aan de heilige Serafim van Sarov. Het grondplan van de kerk is vierkant. De gevel is versierd met diverse mozaïeken. Boven de hoofdingang is een mozaïek aangebracht van de Moeder Gods van Feodorovski omringd door engelen en heiligen. Een trap van rood graniet leidt naar de kerk, deze ingang werd slechts gebruikt bij speciale gelegenheden. De kerk had voor de verschillende klassen meerdere ingangen. Op het zuiden is een ingang voor de officieren met daarboven een mozaïek van Sint Joris. Tevens bevindt zich daar een ingang voor de keizerlijke familie met een mozaïek van de Heilige Serafim van Sarov. Aan de noordzijde zijn er twee ingangen. De ingang met een mozaïek van de Aartsengel Michaël diende voor de gewone gelovigen en keizerlijke functionarissen, de andere leidt voor gewone soldaten naar de crypte. Een andere ingang is gelegen op de zuidoostelijke hoek die in het begin werd gebruikt door de keizerlijke familie waarboven een mozaïek hangt van de heiligen Alexander Nevski, Maria Magdalena en Alexandra van Rome. Op de hoeken bevinden zich nog kleine ingangen. De apsis is versierd met een mozaïek van een tronende Christus.

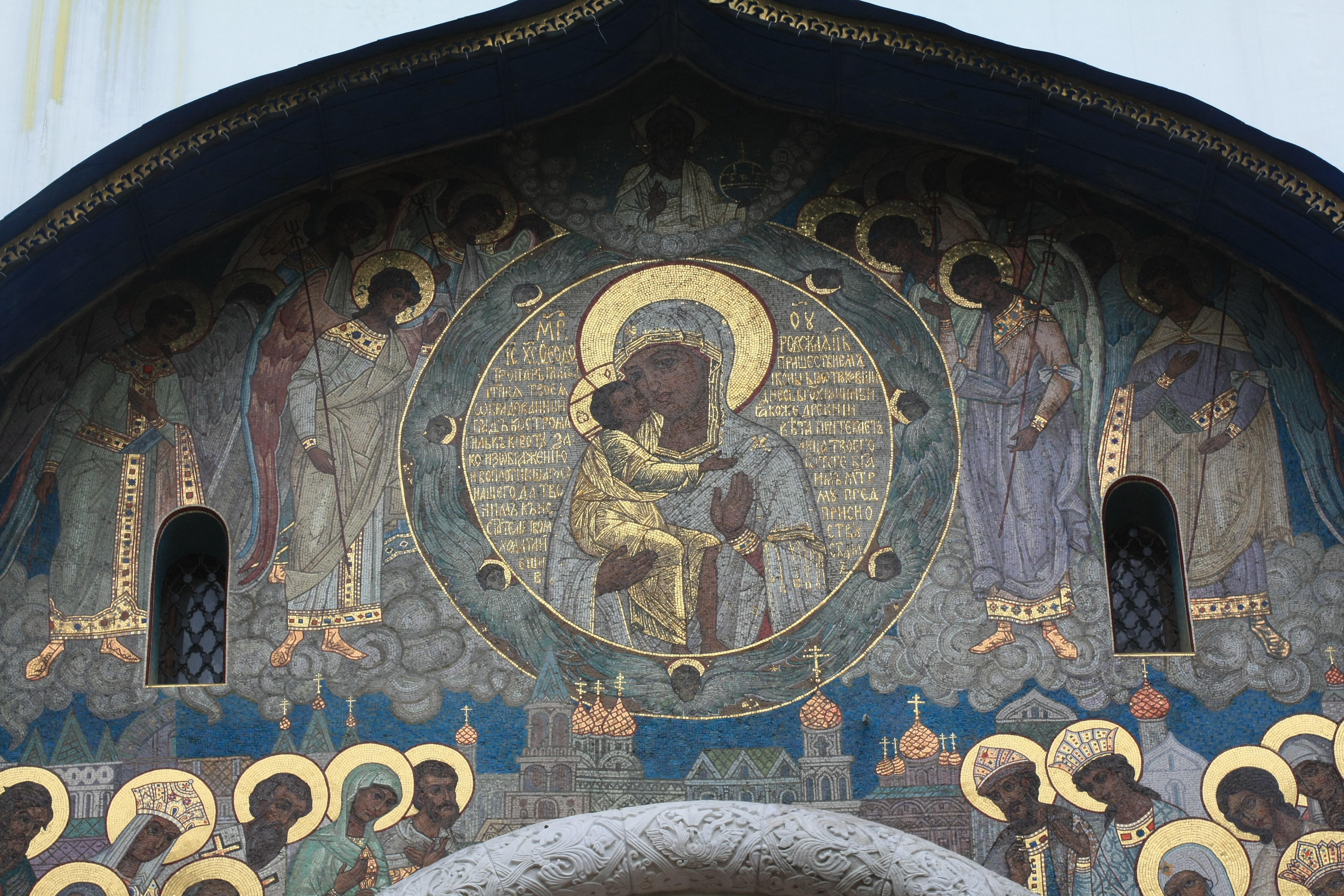
Mozaïek boven hoofdingang
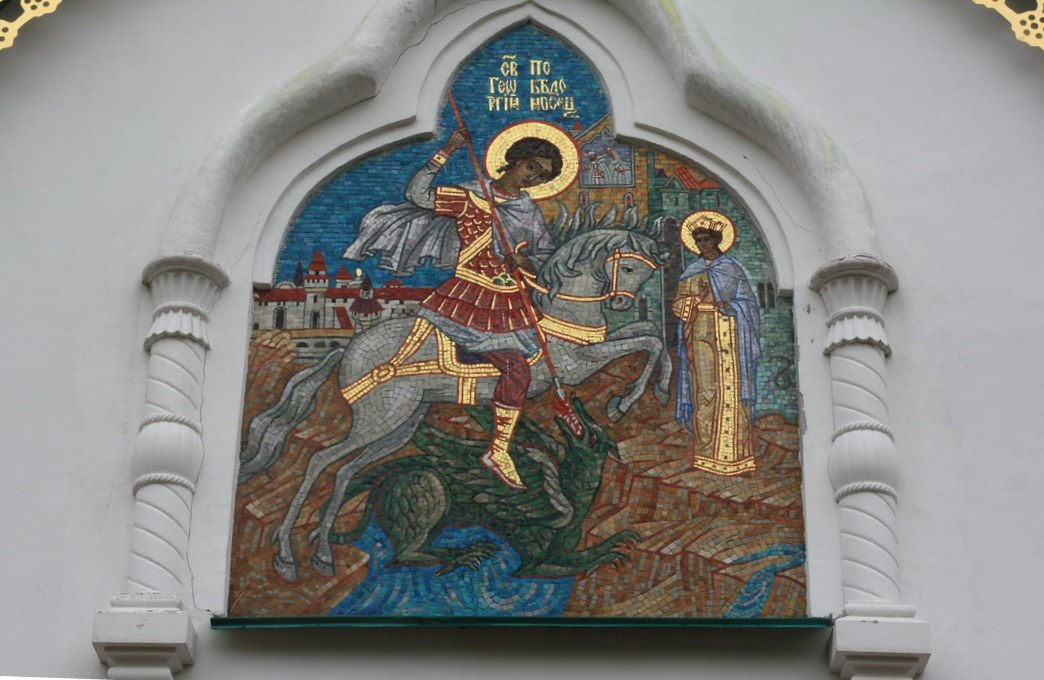
Mozaïek van Sint Joris en de draak boven de ingang van de officieren
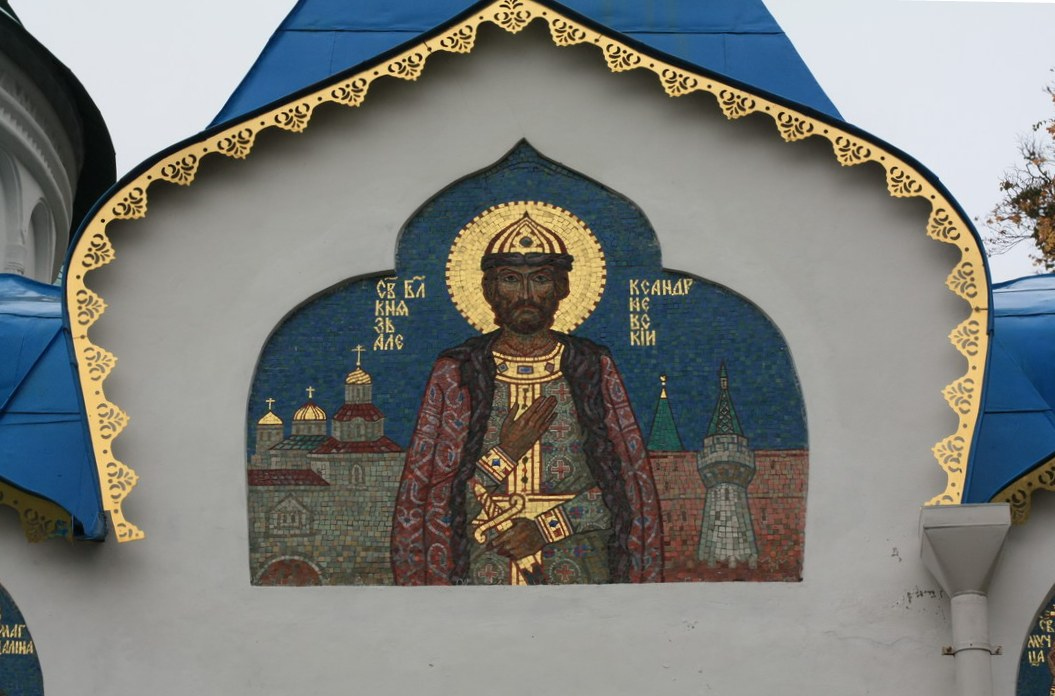
Mozaïek boven de ingang van de tsaar
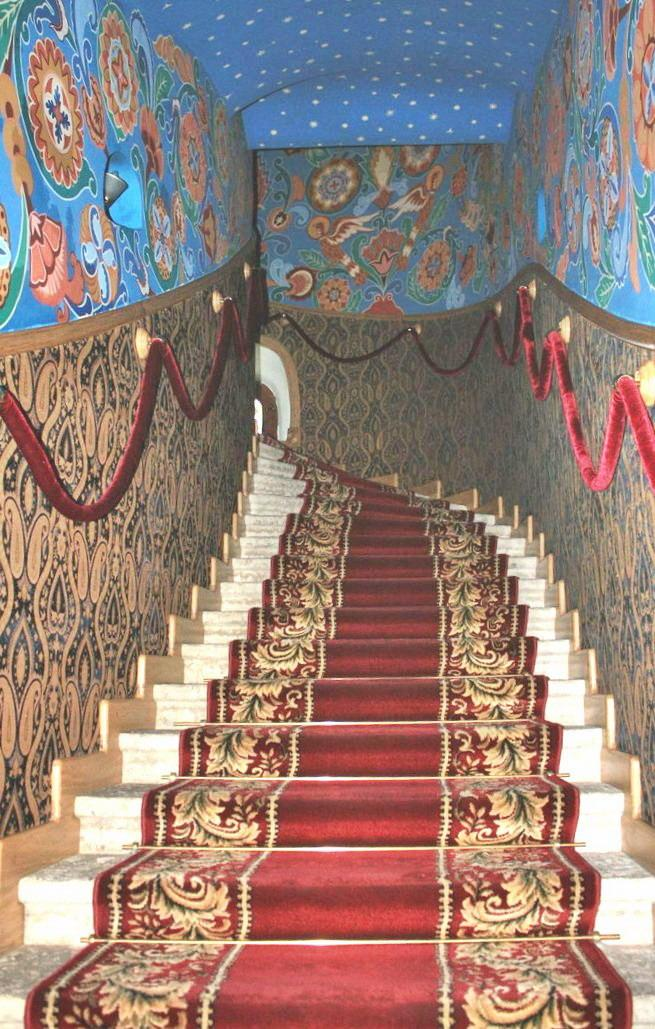
Keizerlijke trap naar de bovenkerk
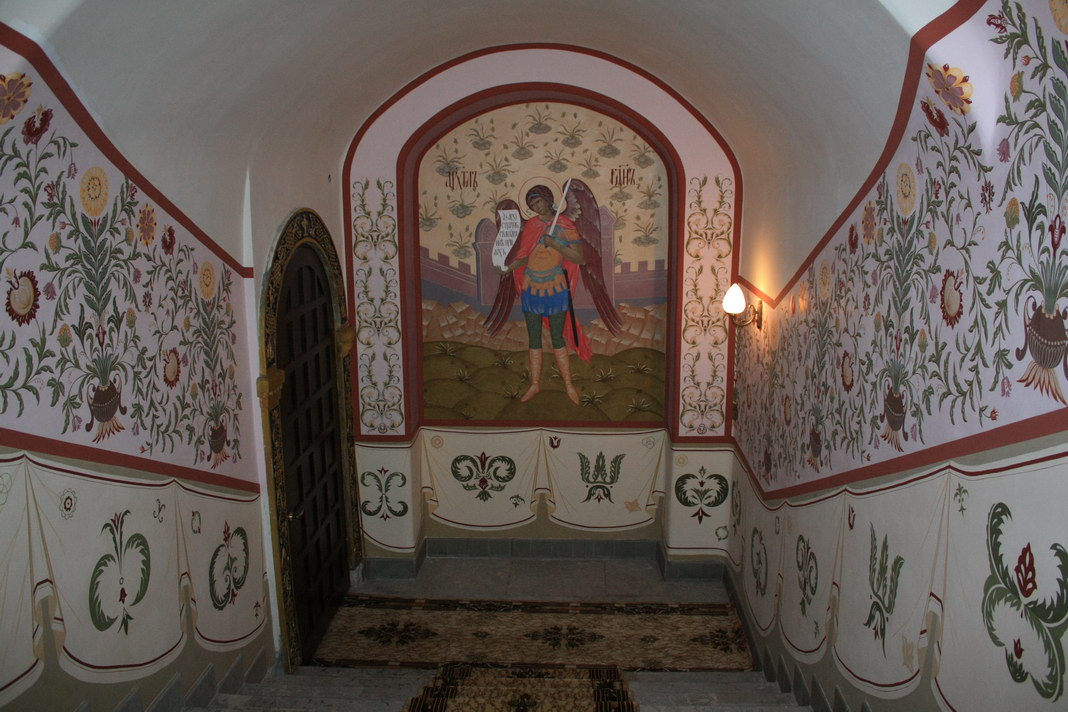
Keizerlijke trap naar de benedenkerk
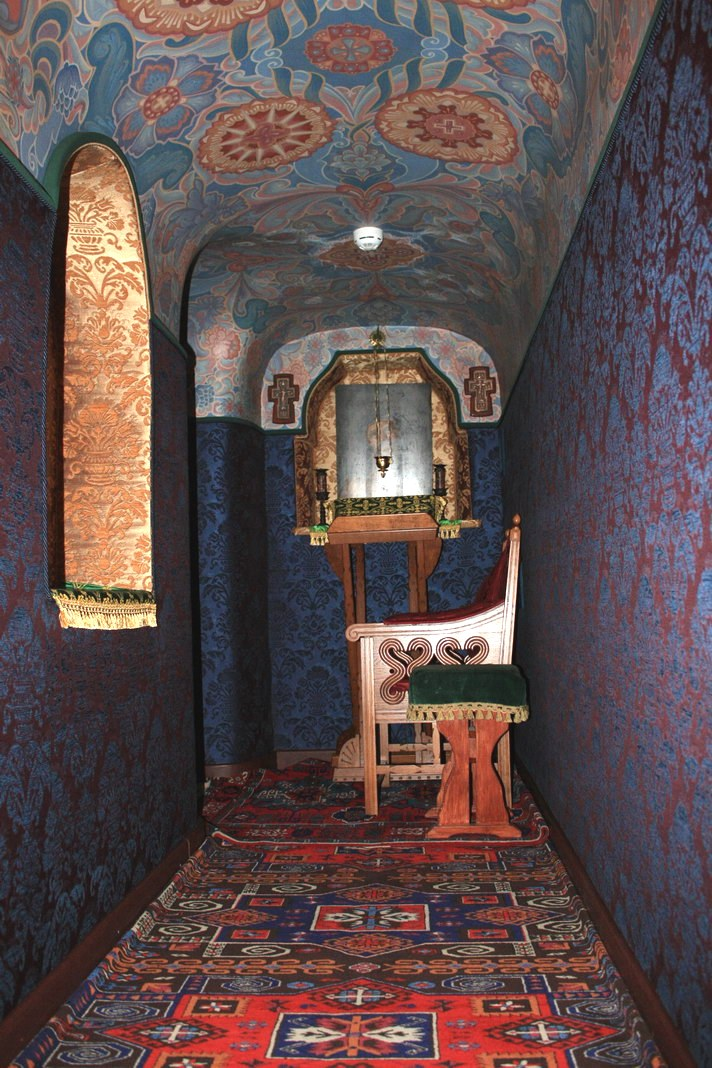
Loge waar de keizerin de diensten bijwoonde